# Otto Eitel
Otto Erich Eitel (* 5. Juni 1909 in Altbach; † 11. Februar 2000 in Esslingen am Neckar) war ein deutscher Leichtathlet, der sich auf den Langstreckenlauf spezialisiert hatte.

## Sportliche Karriere
Otto Eitel startete den größten Teil seiner Karriere für den TSV Esslingen, 1937 war er beim SC Charlottenburg.
Bei Deutschen Meisterschaften siegte Otto Eitel 1940 in Berlin und 1949 in Bremen über 5000 Meter. Im 10.000-Meter-Lauf siegte er 1942 in Berlin bei den letzten Kriegsmeisterschaften sowie von 1946 bis 1949 bei den ersten vier Nachkriegsmeisterschaften. Hinzu kamen 1949 und 1950 zwei Meistertitel im Waldlauf.
Von 1933 bis 1942 nahm Otto Eitel an 12 Länderkämpfen teil. Als 1951 die ersten Länderkämpfe nach dem Krieg stattfanden, hatte er seine Karriere beendet.

## Bestleistungen
- 1500 Meter: 3:56,0 Minuten am 16. August 1936 in Berlin
- 5000 Meter: 14:29,8 Minuten am 12. August 1939 in Frankfurt am Main
- 10.000 Meter: 30:55,0 Minuten am 1. Oktober 1949 in Esslingen